# صلصال لندن

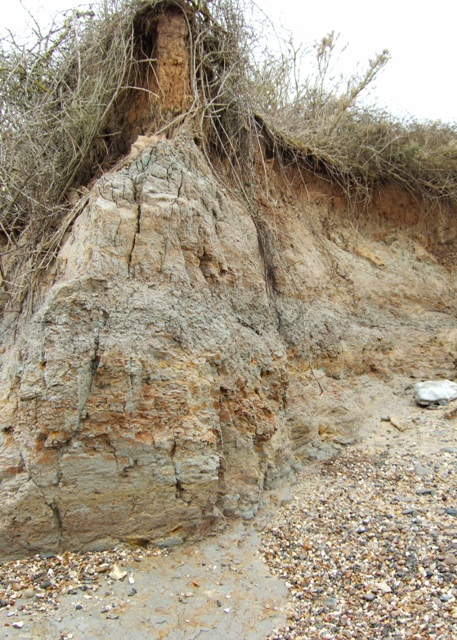
تآكل منحدرات طين لندن في The Naze في إسكس

تشكلات طين لندن، هي تكوين جيولوجي بحري من عصر يوسين، تظهر في جنوب شرق إنجلترا. تشكلات طين لندن معروفة بمحتواها الأحفوري. تشير الأحافير من صخور اليوسين السفلى إلى مناخ دافئ معتدل النباتات الاستوائية أو شبه الاستوائية. على الرغم من تغير مستويات سطح البحر أثناء ترسب الطين، إلا أن الموئل كان عموماً عبارة عن غابة خصبة ــ ربما كما هو الحال في إندونيسيا أو شرق أفريقيا اليوم ــ تطل على محيط دافئ ضحل.
تشكلات طين لندن هي طين مخادع قوي ويصبح بني اللون عندما يتحلل ويتأكسد. وكثيرا ما توجد كتل عقدية من البيريت في طبقات الطين. ولقد أنتج البيريت من خلال النشاط الميكروبي (كبريتات تقلل من البكتيريا) أثناء ترسبات الطين. بمجرد أن يتعرض الطين إلى الأكسجين في الغلاف الجوي، يتأكسد فرامبويدل البيريت مع سطح محدد كبير بسرعة. وتنتج أكسدة البيريت أوكسيهيدروكسيد الحديد البني غير القابل للذوبان وحمض الكبريتيك مما يؤدي إلى تكوين الجبس القابل للذوبان نسبياً CaSO4 · 2H2O، كبريتات الكالسيوم ثنائي الهيدرات). وهذه الأخيرة أكثر قابلية للذوبان وتنقلاً من أكاسيد الحديد، كما أنها قادرة على المزيد من إعادة التهيئة لتشكيل بلورات أكبر تسمى في بعض الأحيان السيلينيت (تأتي من القمر، ولكنها ليست مرتبطة بالسيلينيوم، على الرغم من أن التيتانيوم واحد)، أو «الأحجار المائية».
ومن الشائع أيضاً وجود مخاريط كبيرة، تنتج من النشاط الميكروبي (أكسدة المادة العضوية) في قاع البحر القديم أثناء الطين في وقت مبكر من التخطيطات. وقد استخدمت هذه في الماضي لصنع الأسمنت. وقد حفروا مرة واحدة لهذا الغرض في شيبي، بالقرب من سيتينغبورن، وفي هاروخ، وأيضا جرف، قبالة ساحل هامبشاير. ولا يزال الطين يستخدم تجاريا لصناعة الطوب والبلاط والفخار الخشن في أماكن مثل ميشلمرش في هامبشير.

## التوزيع والجيولوجيا
تم تطوير تشكلات طين لندن جيدًا في حوض لندن، حيث ينحسر غربًا من حوالي 150 متر (492 قدم) في إسيكس وشمال كينت إلى حوالي 4.6 متر (15 قدم) في ويلتشير.على الرغم من عدم تعرضها بشكل متكرر لأنها مغطاة إلى حد كبير برواسب النيوجين الحديثة ورواسب الحصى البليستوسيني. أحد المواقع ذات الأهمية الخاصة هو Oxshott Heath ، حيث تتعرض الرمال التي تعلوها وطبقات صلصال لندن كجرف رملي، يرتفع حوالي 25 متر (82 قدم) . دعم هذا صناعة الطوب المزدهرة في المنطقة حتى الستينيات. تم تطوير London Clay جيدًا أيضًا في حوض هامبشاير، حيث تعرض 91 متر (299 قدم) يحدث في خليج Whitecliff على جزيرة وايت وحوالي 101 متر (331 قدم) على طول 6 كيلومتر (4 ميل) من الشاطئ الأمامي في بوغنور ريجيس، غرب ساسكس.
لقد ترسب الطين في بحر يصل عمقه إلى 200 متر (660 قدم) في الطرف الشرقي. وقد تم العثور على ما يصل إلى خمس دورات من الترسيب (وهو ما يمثل تجاوزات تليها ضحالة البحر)، والأكثر وضوحاً في الطرف الغربي الضحل. وتبدأ كل دورة بمواد أكثر غرابة (بما في ذلك في بعض الأحيان حصى الفلينت المقربة)، يليها الطين الذي يصبح رطباً على نحو متزايد. الحلقة الأخيرة تنتهي بسرير (كلايغيت). 

### سرير كلايجيت
الجزء الأصغر من تشكلات صلصال لندن، المعروف باسم أسرّة كلايغيت أو عضو كلايغيت يشكل انتقالاً بين الطين وساندير باغشوت الأسرّة أعلاه. ويظهر هذا بشكل منفصل على العديد من الخرائط الجيولوجية، وكثيرا ما تكون التلال قبعة. ويصل سمكه إلى 15 متراً (49 قدماً) في كلايغيت، ساري. ويعتقد الآن أن تكون دياخرونية، مع تشكيل في كلايغيت على سبيل المثال هو نفس عمر نهاية الدورة الرابعة من الترسيب أكثر شرقا..

## هندسة
توجد طبقة سميكة من تشكلات طين لندن تحت لندن نفسها، مما يوفر بيئة رخوة ولكن مستقرة للنفق، كان مفيدا في تطوير في وقت مبكر من لندن تحت الأرض، على الرغم من أن هذا هو أيضا السبب في أن لندن لم يكن لديها بنايات ناطحة سحاب حقيقية، على الأقل بنفس الدرجة مثل العديد من المدن الأخرى في جميع أنحاء العالم. إن إقامة المباني الطويلة في لندن تتطلب أساسًا عميقة وكبيرة ومكلفة. وقد تغير هذا في العقود الأخيرة بسبب تطور «أكوام الهبوط». ناطحات السحاب في لندن تطفو على الطوافات في الطين.
تشكلات طين لندن هي شديدة التعرض للتغيرات الحجم اعتمادا على محتواها الرطوبة. خلال الفترات الجافة بشكل استثنائي أو حيث يتم استخراج الرطوبة عن طريق نشاط جذور الأشجار، يمكن أن يصبح الطين مجففا ويتقلص في الحجم، وعلى العكس من ذلك ينتفخ مرة أخرى عندما يتم استعادة محتوى الرطوبة. ويمكن أن يؤدي ذلك إلى العديد من المشاكل بالقرب من سطح الأرض، بما في ذلك الحركة الهيكلية وتكسير المباني، والمجاري المكسورة وأنابيب/قنوات الخدمات، والأسطح والجناحين غير المتكافئة والمتضررة للطرق. ومن المسلم به أن هذا الضرر مشمول بتفسير السداد في وثائق التأمين على المباني، وأدت فترتي الطقس الجاف في 1976/77 و 1988/92، على وجه الخصوص، إلى مجموعة من مطالبات التأمين. ونتيجة لذلك، زاد العديد من شركات التأمين الآن تكلفة أقساط التأمين.
ويستخدم طين لندن أيضا لخط المحجر الذي انتهى. ويرجع ذلك إلى أن ثقوب المحجر القديمة يتم تكريرها بشكل عام بمواد النفايات، ومن خلال بنائها مع طين لندن (الذي يكاد يكون غير ممكن) فإنه يمنع النفايات والمواد الخطرة والمواد الخطرة من دخول المياه الجوفية.

### الأنفاق في تشكلات طين لندن
تشكل تشكلات طين لندن وسيطاً مثالياً لقيادة الأنفاق، ولهذا السبب توسعت شبكة السكك الحديدية تحت الأرض في لندن بسرعة إلى الشمال من نهر التايمز، ولكن جنوب نهر التايمز كانت الطبقة على مستوى الأنبوب عبارة عن رمال وحصى حاملة للمياه (ليست جيدة للإنفاق) مع تشكلات طين لندن في الأسفل، وهذا هو السبب في وجود عدد قليل من الأنفاق الأنبوبية هناك. تشكلات طين لندن لديها فترة احتياطية طويلة بما فيه الكفاية لتمكين من تثبيت الدعم دون إلحاح. كما أنه يكاد يكون مانعا للماء، مما يؤدي إلى عدم تسرب المياه الجوفية تقريبا إلى النفق. وهو مدمج بشكل مفرط، مما يعني أنه يتعرض للضغط، ويتوسع عند الحفر، وبالتالي يتم تحميل الدعم تدريجياً، أي أنه ليس من الضروري التشديد على الدعم المقدم ضد الأرض.

## الاستخدامات
إن تشكلات طين لندن لا تصنع تربة زراعية جيدة بسبب قابليته للضرورة خاصة عند تعرضه للحرث. ففي ميدلسيكس، كان يحرث أراضي لندن من الطين عميقا إلى حد أنه يجلب الطين يسمى تاريخيا «يحرث السم».
من المنبوذ أسضا تششييد المنازل فوقها، على الرغم من أن معظم لندن الكبرى مبنية عليها لا محالة. وتقول جين إلين بانتون في أماكن إقامتها في الضواحي وكيفية الالتفاف عليها (1896): "لا أعتقد أن الطين مناسب أو حتى يمكن أن يكون مناسباً لأي شخص يقيم عليه". وعلى الرغم من أن الورود ازدهرت بأطفال رائعين لم يزدهروا، والسعال والبرد [استمر حتى الخريف والشتاء، وهذا في قصر] "..
تم تشييد العديد من مباني لندن في نهاية المطاف مع تشكلات طين لندن. عندما يتم إحراقه وضغطه، يمكن تصميم طين لندن إلى الطوب المعروف باسم مخزون لندن، ويمكن التعرف عليه من خلال لونه البني الأصفر.

## النباتات والحيوانات الأحفورية
وتوجد الحفريات النباتية، ولا سيما البذور والفواكه، في وفرة وتم جمعها من تشكلات لندن لما يقرب من 300 سنة. تم العثور على حوالي 350 نوع مسمى من النباتات، مما يجعل نباتات طين لندن واحدة من أكثر أنواع العالم تنوعا للبذور والفواكه الأحفورية. وتشمل النباتات أنواعاً نباتية موجودة اليوم في الغابات الاستوائية في آسيا وتظهر المناخ الأكثر دفئاً في عصر يوسين، حيث كثيراً ما تصادف نباتات مثل النخيل النيبي وغيرها من النخيل.
إن التعرضات الساحلية البارزة التي يمكن جمع الأحافير منها موجودة في جزيرة شيبي في كينت ووالتون أون ذا نازي وإسيكس في حوض لندن وبوغنور ريجيس في حوض هامبشاير.